# إيوانيس بولوس
إيوانيس بولوس (مواليد القرن التاسع عشر) هو مبارز بالسيف يوناني، مثّل بلاده في الألعاب الأولمبية الصيفية 1896.

## روابط رياضية
إيوانيس بولوس على موقع أوليمبيديا (الإنجليزية)